# Decanter (programma radiofonico)
Decanter è un programma radiofonico italiano, in onda su Rai Radio 2 dal lunedì al venerdì dalle 13.45 alle 14.00 e il sabato e domenica dalle 19.45 alle 21.00. Programma cult, in onda dal 2003, Decanter Radio2 è stata la prima trasmissione a parlare esclusivamente di cibo e di vino alla radio.
Condotta da "Fede" (Federico Quaranta) e "Tinto" (Nicola Prudente), con la partecipazione del gastronomo Andrea Amadei, la trasmissione prevede frequenti interventi da parte degli ascoltatori ma anche di cuochi, sommelier, nutrizionisti, esperti, o rappresentanti di aree geografiche "enologicamente interessanti", oltre che di diversi personaggi dello spettacolo e dello sport.
La trasmissione parla di tutto ciò che ruota attorno ai mondi dell'enogastronomia e dell'agricoltura in maniera coinvolgente e spesso dissacrante. Il tono è colloquiale e il linguaggio semplice e comprensibile a tutti.
Oltre all'enologia, il programma tratta dei più disparati argomenti, dall'attualità alle notizie più curiose del giorno, per distinguersi dalle serissime trasmissioni gastronomiche e potersi rivolgere anche ad un pubblico non esperto.
Oltre alle classiche puntate Decanter è stata anche la prima trasmissione a realizzare corsi di cucina (Chef ma non troppo, in collaborazione con l'Alma di Colorno) e sommellerie (Sommelier ma non troppo, in collaborazione con la FIS di Roma) alla radio completamente gratuiti e tutt'oggi scaricabili in podcast.
Fino alla stagione 2020/2021 andava in onda dal lunedì al venerdì dalle 20 alle 21.
Dalla stagione 2021/2022 il programma abbandona la storica collocazione lasciando spazio alla versione radiofonica di Ti sento con Pierluigi Diaco e approda dal lunedì al venerdì dalle 13.45 alle 14.00 e nel weekend nella storica collocazione feriale dalle 19.45 alle 21.00.
Dal 19 maggio 2025, con l'arrivo di Radio2 Radio2 Show - La Pennicanza (Remake di Viva Radio2), le puntate quotidiane vanno in onda dal lunedì al venerdì dalle 13:10 alle 13:30 mentre quelle del sabato e della domenica rimangono invariate 